# Список серий Darker than Black
Недалёкое будущее, за десять лет до описываемых в первом сезоне сериала событий, на Земле появляются аномальные зоны, названные позже Вратами Рая (зона в Южной Америке) и Вратами Ада (зона в Японии). На их территории загадочным образом гибнут люди, растут неизвестные науке растения и появляются призраки. Правительства организуют эвакуацию, а сами зоны огораживают стеной. На базе ООН создаётся специализированный институт по изучению аномалии — Пандора. И всё бы хорошо, да влияние зоны распространилось далеко за её границы. Среди людей начали появляться контракторы (контрагенты) — люди, наделённые особыми возможностями, но лишённые эмоций и чувств. У каждого контрактора своя плата за предоставленную ему силу: кто-то обязан постоянно курить, кто-то — раскладывать определённым образом камешки. Возможности контракторов были по достоинству оценены и, вскоре, многие из них попали на работу в спецслужбы, якудзу или террористические организации.

## Первый сезон
| 1 | Звезда контракта упала... (Часть первая)The Star of Contract Flowed... (1st Volume) (契約の星は流れた…(前編))                                                                         | 06.04.2007 |
| Хэй переезжает на новую квартиру в Токио. По заданию Организации он должен перехватить информацию, украденную из Института Пандора его бывшей сотрудницей Синодой Тиаки для французской разведки. Вместе с ним Синоду разыскивает полиция. Смерть контрагента Луи становится первым столкновением полиции с Хэем. Агенту французской разведки Жану, после недолгой схватки с Хэем, притворяющимся китайским студентом, удается похитить и спрятать Синоду от полиции. Однако, вскоре, Хэй освобождает её и входит к ней в доверие. | |            |
| 2 | Звезда контракта упала... (Часть вторая)The Star of Contract Flowed... (2nd Volume) (契約の星は流れた…(後編))                                                                         | 13.04.2007 |
| Помогая Синоде скрываться от агентов французской разведки, Хэй узнаёт о местонахождении книги с секретной информацией. Книга оказывается пустой, а вся история с Синодой — спецоперацией французских спецслужб по поиску и устранению Хэя. Настоящая Синода Тиаки была убита, а её роль играла кукла с искусственными воспоминаниями. После недолгой схватки Хэй устраняет французских спецагентов. | |            |
| 3 | Новая звезда блестит в утреннем небе... (Часть первая)A New Star Shines in the Sky of Dawn... (1st Volume) (新星は東雲の空に煌く…(前編))                                              | 20.04.2007 |
| На работе Хэй знакомится с бывшим учёным Тахарой — единственными выжившим из первой разведгруппы Врат Ада, а через него — с его дочерью Май. Гуляя с Хэем по ночному Токио, Май показывает ему вживлённый в её руку, светящийся голубым светом, «талисман». Она признаётся, что последнее время он всё больше затухает и, в то же время, у неё появляются провалы в памяти. Последний раз, когда Май пришла в себя после подобного провала, она оказалась рядом с горящей кучей мусора. Для того чтобы склонить Тахару к сотрудничеству, агенты английской разведки пытаются похитить его дочь. В состоянии сильного стресса Май теряет контроль над собой, «талисман» окончательно гаснет, а на небе загорается новая звезда… | |            |
| 4 | Новая звезда блестит в утреннем небе... (Часть вторая)A New Star Shines in the Sky of Dawn... (2nd Volume) (新星は東雲の空に煌く…(後編))                                              | 27.04.2007 |
| После появления моратория ближайшие районы эвакуируются властями. Не контролируя свои действия, Май сжигает свою подругу Юку и её отца. Хэй узнаёт, что доктор Тахара, информацию о котором и пытаются получить от него английские агенты, нашёл способ подавлять пробуждение способностей контрагентов. Семя, вживлённое в руку Май, подавляло её способности контрагента, но постепенно превратило её в моратория. Во время обмена Май на информацию об исследованиях завязывается бой, Тахара гибнет, а его дочь становится контрактором. | |            |
| 5 | Кровавый сон несчастья исчезает в Восточной Европе (Часть первая)The Red Dreams of A Calamity Disappears to Eastern Europe...(1st Volume) (災厄の紅き夢は東欧に消えて…(前編))         | 04.05.2007 |
| Агенты MI6 «Апрель», «Июль» и «Ноябрь 11» (Джек Саймон) отбивают у бандитов и передают Институту Пандора опаснейшего, в прошлом, контрагента Хавок. Хавок - регрессор, необъяснимым образом она потеряла способности контрактора. Во время транспортировки группа Хэя нападет на машину и похищает Хавок. Вскоре Хэй уводит её в здание закрытого бара и начинает допрос, пытаясь выяснить, что случилось с его сестрой пять лет назад. | |            |
| 6 | Кровавый сон несчастья исчезает в Восточной Европе (Часть вторая)The Red Dreams of A Calamity Disappears to Eastern Europe...(2nd Volume) (災厄の紅き夢は東欧に消えて…(後編))         | 11.05.2007 |
| Хавок соглашается помочь Хэю узнать что-либо о его сестре, взяв с него обещание убить её, если к ней вернутся способности контрактора. Они направляются к Вратам Ада, где к Хавок должна вернуться память. Агенты MI6 совместно с японской полицией пытаются их перехватить. Ноябрь 11 убивает Хавок, а Хэю удаётся скрыться благодаря вовремя подоспевшему Хуану. | |            |
| 7 | Благоухание гардении под майским дождём... (Часть первая)The Gardenia Shoots the Fragrance in the May Rain... (1st Volume) (五月雨にクチナシは香りを放ち…(前編))                      | 18.05.2007 |
| Детектив Куросава Гай и его помощница Кико получают задание найти пропавшую кошку Юдзуки Сакутаро, бывшего главы Фиоре Косметикс. Его вдова считает, что кошку похитила бывшая жена Сакутаро — Тосико. Во время расследования детектив часто сталкивается с Хэем. Хэй и Мао охотятся на контрактора, убивающего сотрудников «Фиоре Косметикс», шпионящих на Организацию. Куросава Гай проникает в дом Тосико и находит там её разложившийся труп. | |            |
| 8 | Благоухание гардении под майским дождём... (Часть вторая)The Gardenia Shoots the Fragrance in the May Rain... (2nd Volume) (五月雨にクチナシは香りを放ち…(後編))                      | 25.05.2007 |
| Контрактор нападает на Куросаву Гая, чтобы вернуть свой пиджак. Вмешавшийся Хэй спасает детектива и Мао. Вскоре они выясняют личность контрактора, устраивают ему засаду, и Хэй убивает его. Куросава Гай подозревает вдову Юдзуки Сакутаро в убийстве его бывшей жены, однако оказывается не прав: вдова признаётся ему, что нашла труп упавшей из-за сломавшихся перил Тосико и скрыла это. | |            |
| 9 | Белое платье, окрашенное девичьими мечтами и кровью... (Часть первая)Girl's Pure White Dress Stained by Dreams and Blood... (1st Volume) (純白のドレスは少女の夢と血に染まる…(前編))  | 01.06.2007 |
| Мисаки Кирихара встречается с информатором для получения информации о личности контрактора VI952. Информатор гибнет, так ничего и не сообщив. Контрактор VI952 убивал глав гонконгской мафии Чэнь Лун Тан. Поужинав со своим отцом, Мисаки случайно встречается с Алисой — своей школьной подругой и дочерью главы Чэнь Лун Тан Ван Шаотана. Алиса приглашает Мисаки на празднование своего дня рождения. После него должно состояться экстренное собрание глав клана. На праздновании Мисаки встречает внедрившегося в группу официантов Сайто и Хэя. Вскоре Алиса заманивает Мисаки на крышу здания, где признаётся, что VI952 — это её телохранитель Вэй Чжицзюнь. Там же, в оранжерее на крыше здания, лежит труп Ван Шаотана, убитого им. Алиса пытается убить Мисаки. | |            |
| 10 | Белое платье, окрашенное девичьими мечтами и кровью... (Часть вторая)Girl's Pure White Dress Stained by Dreams and Blood... (2nd Volume) (純白のドレスは少女の夢と血に染まる…(後編))  | 08.06.2007 |
| Вэй Чжицзюнь убивает глав клана. Хэй знакомится с Мисаки. В оранжерее Хэй срывает один из цветов, привезённых с территории аномалии. Цветок осыпается, оставляя кристалл. За этим занятием его застаёт Вэй Чжицзюнь. В результате боя VI952 думает, что убил Хэя. Сайто пытается помочь Мисаки выбраться из здания, но их заманивают в ловушку. Вэй Чжицзюнь убивает Алису и пытается убить Сайто и Мисаки. Хэй спасает их. Вэй Чжицзюнь теряет сознание от удара током, однако, позже, принятый за мёртвого, сбегает из морга. | |            |
| 11 | Время оживить потерянное за стенами... (Часть первая)Beyond the Gate, Recovering the Lost... (1st Volume) (壁の中、なくしたものを取り戻すとき…(前編))                                 | 15.06.2007 |
| По заданию «Организации» Хэй внедряется в исследовательский центр Пандора. Ему требуется вернуть объект, именуемый «осколок метеорита». По пути в институт он знакомится со студенткой Токийского университета Кориной. Она не проходит проверки безопасности и её уводят в неизвестном направлении. В институте Хэй вступает в контакт с другим агентом «Организации» — Миной Кандар Свами, однако она почти ничем не может помочь в поисках, также он знакомится с одним из учёных Ником, разделяющим увлечение Хэя телескопами и звёздами. Спустя некоторое время Хэй встречает Корину, она явно сходит с ума — слышит голоса, общается с умершими людьми… Вскоре её убивает неизвестный контрактор, а служба безопасности выясняет, что она работала на ЦРУ, но хотела вернуть осколок метеорита. Вскоре после этого Хэй участвует в эксперименте: в зону аномалии направляют радиоуправляемого робота с камерой, а работники института должны фиксировать возникающие ощущения. Камера робота находит на территории аномалии украденный «осколок метеорита», а Хэй видит свою пропавшую сестру. | |            |
| 12 | Время оживить потерянное за стенами... (Часть вторая)Beyond the Gate, Recovering the Lost... (2nd Volume) (壁の中、なくしたものを取り戻すとき…(後編))                                 | 22.06.2007 |
| Ник в составе группы исследователей отправляется на территорию аномалии за осколком. Группа погибает — в живых остаётся только он сам. Мина делится с Хэем своими подозрениями — она считает, что Ник — контрактор, который убил свою группу. Ночью Ник проникает в аномальную зону, чтобы вернуть осколок. Его, по заданию «Организации», преследует глава службы безопасности и Хэй. Вскоре Ник убивает первого преследователя и начинает бой с Хэем. | |            |
| 13 | Сердце дрожит на водной глади серебряной ночью...(Часть первая)On a Silvery Night, the Heart Shakes on the Water's Surface...(1st Volume) (銀色の夜、心は水面に揺れることなく…(前編)) | 29.06.2007 |
| Два агента ФСБ прибывают в Токио с заданием получить информацию об «Организации». Они убивают одного из выследивших их агентов и захватывают духа-наблюдателя Инь, из-за чего она теряет память и начинает бессмысленно бродить по улицам. Тем временем Куросава Гай и Кико получают задание разыскать Инь от её бывшего учителя музыки Эриса. Случайно Кико встречает Инь на улице. Агенты ФСБ заманивают Инь в ловушку, привлекая её собственным духом-наблюдателем. Хэй и Мао пытаются её спасти. В суматохе Эрис, Куросава Гай и Кико увозят Инь. Они решают спрятать её на горячих источниках. | |            |
| 14 | Сердце дрожит на водной глади серебряной ночью...(Часть вторая)On a Silvery Night, the Heart Shakes on the Water's Surface...(2nd Volume) (銀色の夜、心は水面に揺れることなく…(後編)) | 06.07.2007 |
| Агенты ФСБ выслеживают Инь. Эрис пытается спрятать её в заброшенном здании. Хэй и Хуан убивают агентов ФСБ. Инь отказывается ехать с Эрисом и остаётся в группе Хэя. | |            |
| 15 | Воспоминания предателя, янтарная улыбка... (Часть первая)Memory of Betrayal, the Amber Smile... (1st Volume) (裏切りの記憶は琥珀色の微笑み…(前編))                                    | 13.07.2007 |
| Апрель случайно встречает на улице Амбер. Она успевает оставить сообщение об этом Ноябрю 11, прежде чем машина с ней внутри взрывается. Члены ИПР крадут у MI6 осколок метеорита и устраивают серию взрывов в штаб-квартирах английской разведки в Токио. Позже взрыв раздаётся в токийской штаб-квартире ЦРУ и посольстве Китая. Хэй встречается с Ноябрём 11, от которого узнаёт, что Амбер в Токио. Маки и Амагири нападают на Ноября 11. | |            |
| 16 | Воспоминания предателя, янтарная улыбка... (Часть вторая)Memory of Betrayal, the Amber Smile... (2nd Volume) (裏切りの記憶は琥珀色の微笑み…(後編))                                    | 20.07.2007 |
| Амбер похищает Инь, чтобы встретиться с Хэем. Маки и Амагири захватывают Ноября 11 и предлагают ему присоединиться к ИПР. Джек отказывается, а Мисаки с отрядом спецназа освобождает его. Хуан, по приказу «Организации», пытается не пустить Хэя на встречу с Амбер, однако тот сбегает. По пути Маки пытается остановить Хэя, в бой вмешивается Ноябрь 11 и Июль. Вместе они убивают Маки. Хэй встречается с Амбер, она делает ему предложение присоединиться к ИПР. | |            |
| 17 | На груде мусора звучит песня о любви...(Часть первая)A Love Song is Sung in a Rubbish Heap...(1st Volume) (掃きだめでラブソングを歌う…(前編))                                         | 27.07.2007 |
| Хэй знакомится с Кэндзи из клана якудза Накадзава. Его старший брат выполняет заказ по доставке в Японию «кукол». Добыть одну из них — задание Хэя. Именно Кэндзи поручают заботиться о ней. Пытаясь спасти «куклу» от продажи, Кэндзи похищает её и прячется в квартире Хэя. | |            |
| 18 | На груде мусора звучит песня о любви...(Часть вторая)A Love Song is Sung in a Rubbish Heap...(2nd Volume) (掃きだめでラブソングを歌う…(後編))                                         | 03.08.2007 |
| Хэй и Инь пытаются помочь Кэндзи сбежать, однако он вновь попадает в руки якудза. Дух-наблюдатель похищенной куклы помогает Хэю найти место, где их держат. Старший брат Кэндзи отпускает их, а его самого убивают в войне кланов якудза. | |            |
| 19 | Трезвая мечта о бренности... (Часть первая)Renouncing Superficial Dreams, and Falling Drunk...(1st Volume) (あさき夢見し、酔いもせず…(前編))                                          | 10.08.2007 |
| По приказу Организации Хэй внедряется в секту «Братство врат», чтобы убить её лидера Альму. Под прикрытием секты ИПР организовала сбор кукол для своих нужд. Хэй выходит в контакт с агентом Организации в секте — Сихокой. Убийство Альмы должно произойти во время её встречи с представителем ИПР. Планы срываются из-за Хуана, приказавшего Инь послать духа-наблюдателя. Хэй сбегает, а Сихоко попадает в плен. | |            |
| 20 | Трезвая мечта о бренности... (Часть вторая)Renouncing Superficial Dreams, and Falling Drunk...(2nd Volume) (あさき夢見し、酔いもせず…(後編))                                          | 17.08.2007 |
| После провала миссии Хэй и Хуан получают новое задание: убить Альму и Сихоко. Если Хуан не сможет её убить — Мао и Хэй должны убить Хуана. Они освобождают Сихоко, а Альма умирает от старости (старение было её платой за контракт). Хуан не может убить Сихоко, и Хэй предлагает им сбежать. Сихоко знает, что люди из «Организации» следят за ними и кончает жизнь самоубийством под колёсами грузовика. | |            |
| 21 | Пленённый город, омытый слезами... (Часть первая)The Enforced City is Moistened by Tears...(1st Volume) (粛正の街は涙に濡れて…(前編))                                                 | 31.08.2007 |
| «ИПР» похищает профессора Роберта Шрёдера — известного исследователя Врат. В то же время команда Мисаки Кирихары, занимаясь расследованием серии взрывов, подозревает контракторов в подготовке нападения на посольство США. След от профессора тянется в посольство. Поставив дымовую завесу, Хэй проникает на его территорию. Внутри здания посольства Хэй сталкивается с Вей Чжи Цзюнем. Ноябрь 11 входит в контакт с ИПР. Военные части Пандоры берут посольство штурмом. | |            |
| 22 | Пленённый город, омытый слезами... (Часть вторая)The Enforced City is Moistened by Tears...(2nd Volume) (粛正の街は涙に濡れて…(後編))                                                 | 07.09.2007 |
| Амбер похищает Мао. Ему и Ноябрю 11 она устраивает встречу с профессором Шрёдером, который рассказывает о планах «Организации» по уничтожению контракторов. Хэй проникает в здание, чтобы спасти Мао, а Мисаки, Апрель и Июль — чтобы спасти Ноября 11. Когда Хэй хватает Амбер за голову, чтобы убить — несколько этажей здания начинают светиться. Профессор Шрёдер понимает, что сила, подобная силе Хэя не позволила «Организации» уничтожить Врата в Южной Америке 5 лет назад. Узнав всю правду об «Организации», Ноябрь 11 убивает своего начальника Декаду и ещё нескольких агентов, однако сам получает смертельное ранение. | |            |
| 23 | Господь на небесах...God is in the Heavens... (神は天にいまし…) | 14.09.2007 |
| «Организация», узнав о силе Хэя, принимает решение устранить его. Мисаки проводит вечер с Хэем. Один из контракторов, работающих на «Организацию», нападает на Хэя, но быстро погибает от рук Вей Чжи Цзюня. Амбер приглашает Хэя встретиться внутри Врат. Мао, Хуан и Инь решают помочь Хэю. В Токио объявляют мобилизацию. | |            |
| 24 | ЗвездопадMeteor Shower (流星雨) | 21.09.2007 |
| Профессор Шрёдер и Нисидзима рассказывают Мисаки о планах «Организации». Контракторы начинают войну на улицах Токио. У входа в аномальную зону Вэй Чжицзюнь нападает на Хэя. Хэй убивает его, а Вэй Чжицзюнь, взорвав себя, открывает проход в зону. Хуан взрывает себя в машине, когда его окружают агенты «Организации». Амагири и Брита уничтожают квантовый ускоритель Кольца Сатурна, при этом Амагири погибает. Вводится в действие второе кольцо Сатурна. Хэй и Инь встречаются во вратах с Амбер. | |            |
| 25 | Видит ли Бог Смерти сны, что темнее чёрного?Seeing a Death God in my Dreams, is it a Darkness Darker than Black? (死神の見る夢は、黒より暗い暗闇か？)                                 | 28.09.2007 |
| Хэй отказывается использовать свою силу, чтобы уничтожить город и сделать Врата нейтральной территорией, тогда Амбер использует свою. Узнав, что он использует силу своей сестры, Хэй направляет её, чтобы преобразовать частицы в квантовом ускорителе и, тем самым, предотвратить уничтожение врат. Ёсимицу Хорай убивает Эрика Нисидзиму, чтобы свалить всю вину за инцидент на него. Мисаки арестовывает Ёсимицу Хорая. | |            |
| 26 | Под цветущей сакуройBeneath the Fully Bloomed Cherry Blossoms (桜の花の満開の下) | 26.03.2008 |
| Экстра-эпизод, выпущенный с дисковым изданием сериала (9-й DVD). Хронологически серия находится до окончания сюжетной линии основного сериала. Сотрудники четвёртого отдела МИДа празднуют цветение сакуры. Хуан поручает Хэю откопать объект, похищенный из Врат другим контрактором. В парке Хэй и Мао сталкиваются с контрактором, который отбивает объект и нападает на Маю. Хэй убивает неизвестного контрактора. Маю пишет рассказ о произошедших событиях. Мао теряет объект. В магазине Маю знакомится с Кико. Кико показывает Маю Хэя в его «обычном» обличии Ли Шеньшуня и рассказывает, где тот живёт. Маю начинает искать встречи с Ли. Мисаки узнаёт о встрече Маю с BK-201. Группа под её руководством бросается спасти Маю от Хэя. Сайто признаётся Мисаки в любви. Мисаки узнаёт, что Хэй — это Ли. Мао случайно разбивает объект (колбу с жидкостью), пространство вокруг заполняется газом и все сотрудники четвёртого отдела теряют сознание и память о последних событиях. | |            |

## OVA Darker than Black: Kuro no Keiyakusha Gaiden
Сюжетно OVA лежит между первым и вторым сезоном аниме, хотя и вышла уже после второго сезона. В данной серии повествуется о событиях, произошедших с Хэй и Инь после инцидента с Вратами из конца первого сезона.
| № серии | Название                              | Дата премьеры |
| ------- | ------------------------------------- | ------------- |
| 1       | OVA 1 - The Black Contractor - Gaiden | 27.01.2010    |
| 2       | OVA 2                                 | 24.03.2010    |
| 3       | OVA 3                                 | 26.05.2010    |
| 4       | OVA 4                                 | 21.07.2010    |

## Второй сезон
| № серии | Название | Дата премьеры        |
| ------- | --- | -------------------- |
| 1       | The Black Cat Won't Dream of Stars... «Kuroneko wa Hoshi no Yume o Minai...» (黒猫は星の夢を見ない…)            | 8 октября 2009 года  |
| 2       | Fallen Meteor... «Ochita Ryūsei...» (堕ちた流星…)                                                               | 15 октября 2009 года |
| 3       | Vanishing into the Snow Field... «Hyōgen ni Kieru...» (氷原に消える…)                                           | 22 октября 2009 года |
| 4       | The Ark Rocks on the Lake... «Hakobune wa Kosui ni Tayutau...» (方舟は湖水に揺蕩う…)                            | 29 октября 2009 года |
| 5       | Gunpowder Smoke Drifts Away, Life Drifts Away... «Shōen wa Nagare, Inochi wa Nagare...» (硝煙は流れ、命は流れ…) | 5 ноября 2009 года   |
| 6       | The Smell is Sweet, the Heart is Bitter... «Kaori wa Amaku, Kokoro wa Nigaku...» (香りは甘く、心は苦く…)        | 12 ноября 2009 года  |
| 7       | The Doll Sings to the Dancing Snow... «Kazabana ni ningyou wa utau...» (風花に人形は唄う…)                      | 19 ноября 2009 года  |
| 8       | On Summer Days, the Sun Flickers... «Natsu no Hi, Taiyō wa Yurete...» (夏の日、太陽はゆれて…)                   | 26 ноября 2009 года  |
| 9       | A Sudden Meeting On A Certain Day... «Deai wa Aru Hi Totsuzen ni...» (出会いはある日突然に…)                    | 3 декабря 2009 года  |
| 10      | Your Smile in the Street of Lies... «Itsuwari no Machikado ni Kimi no Hohoemi o...» (偽りの街角に君の微笑みを…) | 10 декабря 2009 года |
| 11      | The Water Bottom Dries, the Moon is Full... «Suitei wa Kawaki, Tsuki wa Michiru...» (水底は乾き、月は満ちる…)   | 17 декабря 2009 года |
| 12      | The Ark of Stars «Hoshi no Hakobune» (星の方舟)                                                                 | 24 декабря 2009 года |